# Crystal Ball (колекційна коробка Прінса)
Crystal Ball — колекційна коробка американського співака та композитора Прінса, випущена 29 січня 1998 року на лейблі NPG Records. Колекційна коробка містить в собі двадцятий студійний альбом Crystal Ball та двадцять перший студійний альбом The Truth.
Колекційну коробку можна було придбати, подзвонивши на телефон або замовивши через Інтернет. При замовленні через телефон в подарунок давався альбом Kamasutra.
В 2018 році NPG Records випустили альбоми Crystal Ball та The Truth на платформах Tidal, Spotify, iTunes Store та Apple Music.

## Список композицій
Перший диск
1. "Crystal Ball" – 10:28
2. "Dream Factory" – 3:07
3. "Acknowledge Me" – 5:27
4. "Ripopgodazippa" – 4:39
5. "Love Sign" (Shock G's Silky Remix) – 3:53
6. "Hide the Bone" – 5:04
7. "2morrow" – 4:14
8. "So Dark" – 5:14
9. "Movie Star" – 4:26
10. "Tell Me How U Wanna B Done" – 3:16

Другий диск
1. "Interactive" – 3:04
2. "Da Bang" – 3:20
3. "Calhoun Square" – 4:47
4. "What's My Name" – 3:04
5. "Crucial" – 5:06
6. "An Honest Man" – 1:13
7. "Sexual Suicide" – 3:40
8. "Cloreen Baconskin" – 15:37
9. "Good Love" – 4:55
10. "Strays of the World" – 5:07

Третій диск
1. "Days of Wild" – 9:19
2. "Last Heart" – 3:01
3. "Poom Poom" – 4:32
4. "She Gave Her Angels" – 3:53
5. "18 & Over" – 5:40
6. "The Ride" – 5:14
7. "Get Loose" – 3:31
8. "P Control" – 6:00
9. "Make Your Mama Happy" – 4:01
10. "Goodbye" – 4:35

## The Truth
Четвертий компакт-диск з колекційної коробки, випущений 29 січня 1998 році на лейблі NPG. В основному всі композиції зіграні на акустичній гітарі. В 2015 році альбом став доступним на Tidal. В 2018 році альбом з'явився на інших музичних платформах.

### Список композицій
1. "The Truth" – 3:34
2. "Don't Play Me" – 2:48
3. "Circle of Amour" – 4:43
4. "3rd 👁" – 4:53
5. "Dionne" – 3:13
6. "Man in a Uniform" – 3:07
7. "Animal Kingdom" – 4:01
8. "The Other Side of the Pillow" – 3:21
9. "Fascination" – 4:55
10. "One of Your Tears" – 3:27
11. "Comeback" – 1:59
12. "Welcome 2 the Dawn" (акустична версія) – 3:17

## Kamasutra
Kamasutra інструментальний альбом гурту The NPG Orchestra, випущений 14 лютого 1997 року, а також повторно альбом з'явився на колекційній коробці Crystal Ball 29 січня 1998 року. Альбом був написаний на честь весілля Прінса та Майте Гарсії. Всі композиції є інструментальними.

### Список композицій
1. "The Plan" – 2:02
2. "Kamasutra" – 11:49
3. "At Last... The Lost Is Found" – 3:38
4. "The Ever Changing Light" – 3:00
5. "Cutz" – 3:03
6. "Serotonin" – 0:46
7. "Promise/Broken" – 3:45
8. "Barcelona" – 2:17
9. "Kamasutra/Overture #8" – 3:13
10. "Coincidence or Fate?" – 3:22
11. "Kamasutra/Eternal Embrace" – 4:02